# Ernest Shields
Ernest Shields (5 de agosto de 1884 - 13 de dezembro de 1944) foi um ator de cinema e de teatro estadunidense que iniciou sua carreira na era do cinema mudo, alcançando a era sonora. Atuou em 130 filmes entre 1814 e 1944.

## Biografia
Shields nasceu em Chicago, Illinois. Iniciou no teatro em 1903, com a Temple Players Stock Company, alcançando sucesso em peças como Parcifal, entre outras. Entrou no meio cinematográfico em 1909, com o Vitagraph Studios e com o Melies Star Film Company, em San Antony, no Texas, até se juntar à Universal.
Seu primeiro filme foi The Lightweight Champion, em 1914, para a Universal Film Manufacturing Company. Nesse mesmo ano, também para a Universal, atuou no seriado Lucille Love, Girl of Mystery, ao lado de Grace Cunard e Francis Ford. Continuou atuando pela Universal ao longo dos anos 1914 e 1915, fazendo com Ford e Cunard o seriado The Broken Coin (1915) e depois o drama Behind the Lines (1916), com Edith Johnson, Harry Carey e Ruth Clifford, já então num pequeno papel não creditado. Seus papéis foram rareando e alguns não eram creditados. Atuou também pela Fox Film, como em The Speed Maniac (1919), e Woman Wise (1928); pelo Vitagraph Studios atuou em seriados como The Silent Avenger (1920), ao lado de William Duncan e Edith Johnson, e The Purple Riders (1922).
Nos últimos anos de vida, atuou em pequenos papéis, tais como em You Can't Take It with You, em 1938, e None But the Lonely Heart, seu último filme, em 1944, em que fez apenas pequenos papéis não creditados.

## Vida pessoal e morte
Casou com a atriz Betty Schade em 1917. Shields morreu em Los Angeles, Califórnia, em 13 de dezembro de 1944.

## Filmografia parcial
- The Lightweight Champion (1914)
- Sheridan's Pride (1914)
- Pay the Rent (1914)

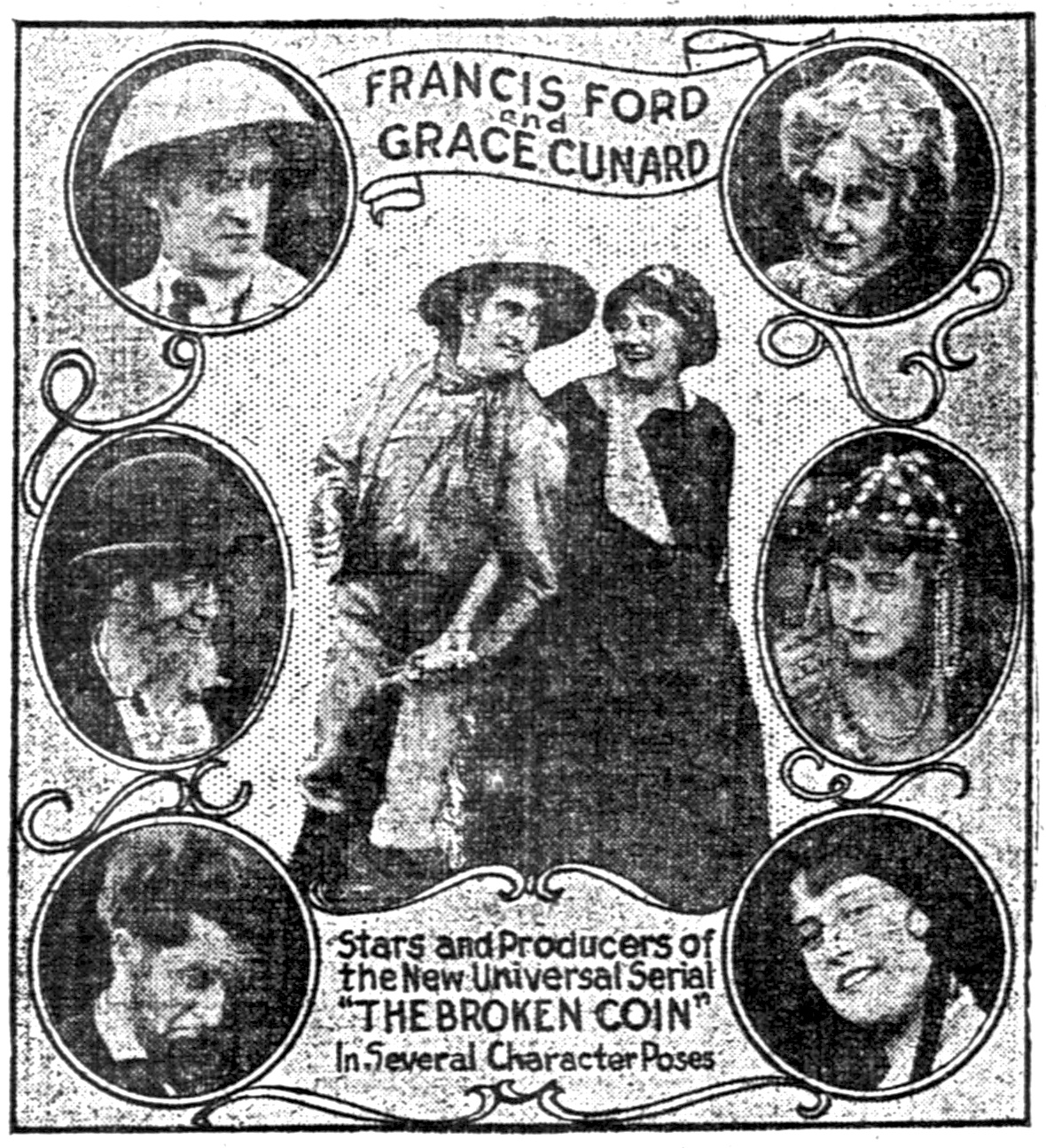
Anúncio do seriado The Broken Coin (1915)

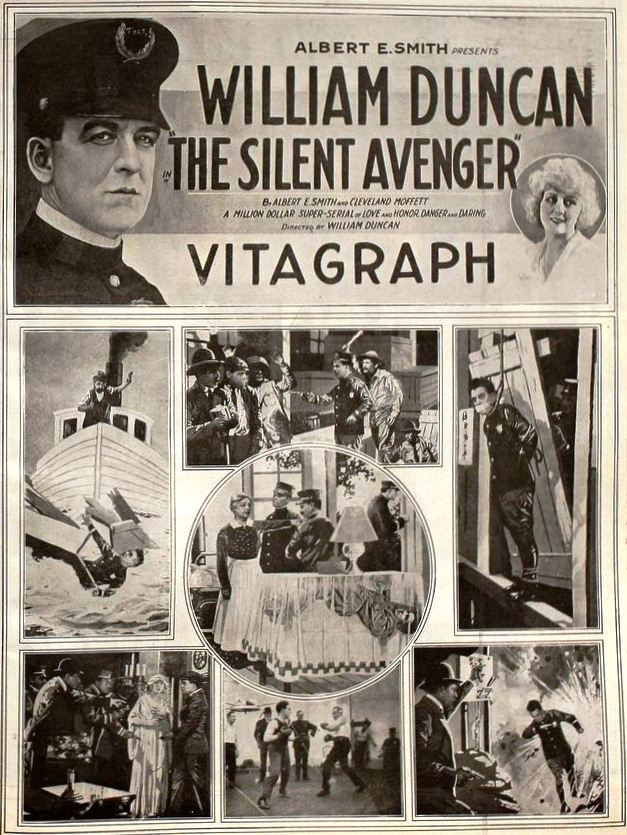
Anúncio do seriado The Silent Avenger (1920)

- Lucille Love, Girl of Mystery (1914)[5]
- The Little Auto-Go-Mobile (1914)
- Two of a Kind (1915)
- The Broken Coin (1915)
- Behind the Lines (1916)
- Voice on the Wire (1917)
- The Double Room Mystery (1917)
- The Speed Maniac (1919)
- The Silent Avenger (1920)
- The Purple Riders (1922)
- Colleen of the Pines (1922)
- The Lyin' Tamer (1926)
- Woman Wise (1928)
- Free Lips (1928)
- The Chinatown Mystery (1928)
- Fighting Caravans (1931)[6]
- Judge Priest (1934)[7]
- The Plough and the Stars (1936)
- Wives Never Know (1936)
- The Toast of New York (1937)
- Wells Fargo (1937)
- You Can't Take It with You (1938)
- The Spider's Web (1938)
- I Married a Witch (1942)
- None But the Lonely Heart (1944)